# موزیله دی پیاوه
موزیله دی پیاوه (به ایتالیایی: Musile di Piave) یک کومونه در ایتالیا است که در استان ونیز واقع شده‌است. موزیله دی پیاوه ۴۴ کیلومتر مربع مساحت و ۱۱٬۳۶۹ نفر جمعیت دارد و ۲ متر بالاتر از سطح دریا واقع شده‌است.